# Lonchocarpus nitidulus
Lonchocarpus nitidulus är en ärtväxtart som beskrevs av George Bentham. Lonchocarpus nitidulus ingår i släktet Lonchocarpus och familjen ärtväxter.

## Underarter
Arten delas in i följande underarter:
- L. n. nitidulus
- L. n. schomburgkii